# 스자좡시
스자좡시(중국어: 石家庄市, 병음: Shíjiāzhuāng shì)는 중화인민공화국 허베이성에 위치하는 지급시이다. 허베이성의 성도이기도 하다.

## 지리
스자좡시의 서쪽에는 타이항산맥이 우뚝 솟아있고 시가지는 후퉈허의 남쪽에 있다.

## 기후
| 스자좡시 (1991년~2020년)의 기후 | 스자좡시 (1991년~2020년)의 기후 | 스자좡시 (1991년~2020년)의 기후 | 스자좡시 (1991년~2020년)의 기후 | 스자좡시 (1991년~2020년)의 기후 | 스자좡시 (1991년~2020년)의 기후 | 스자좡시 (1991년~2020년)의 기후 | 스자좡시 (1991년~2020년)의 기후 | 스자좡시 (1991년~2020년)의 기후 | 스자좡시 (1991년~2020년)의 기후 | 스자좡시 (1991년~2020년)의 기후 | 스자좡시 (1991년~2020년)의 기후 | 스자좡시 (1991년~2020년)의 기후 | 스자좡시 (1991년~2020년)의 기후 |
| 월                              | 1월                             | 2월                             | 3월                             | 4월                             | 5월                             | 6월                             | 7월                             | 8월                             | 9월                             | 10월                            | 11월                            | 12월                            | 연간                            |
| ------------------------------- | ------------------------------- | ------------------------------- | ------------------------------- | ------------------------------- | ------------------------------- | ------------------------------- | ------------------------------- | ------------------------------- | ------------------------------- | ------------------------------- | ------------------------------- | ------------------------------- | ------------------------------- |
| 역대 최고 기온 °C (°F)          | 18.0 (64.4)                     | 25.8 (78.4)                     | 30.7 (87.3)                     | 34.9 (94.8)                     | 42.8 (109.0)                    | 42.7 (108.9)                    | 42.9 (109.2)                    | 38.6 (101.5)                    | 39.7 (103.5)                    | 34.1 (93.4)                     | 26.8 (80.2)                     | 24.5 (76.1)                     | 42.9 (109.2)                    |
| 일평균 최고 기온 °C (°F)        | 3.6 (38.5)                      | 7.8 (46.0)                      | 14.8 (58.6)                     | 21.9 (71.4)                     | 27.7 (81.9)                     | 32.2 (90.0)                     | 32.5 (90.5)                     | 30.7 (87.3)                     | 27.0 (80.6)                     | 20.6 (69.1)                     | 11.7 (53.1)                     | 5.1 (41.2)                      | 19.6 (67.4)                     |
| 일일 평균 기온 °C (°F)          | −1.4 (29.5)                     | 2.3 (36.1)                      | 9.0 (48.2)                      | 16.0 (60.8)                     | 22.1 (71.8)                     | 26.4 (79.5)                     | 27.7 (81.9)                     | 26.2 (79.2)                     | 21.6 (70.9)                     | 14.9 (58.8)                     | 6.5 (43.7)                      | 0.4 (32.7)                      | 14.3 (57.8)                     |
| 일평균 최저 기온 °C (°F)        | −5.2 (22.6)                     | −2.0 (28.4)                     | 4.0 (39.2)                      | 10.5 (50.9)                     | 16.5 (61.7)                     | 21.1 (70.0)                     | 23.5 (74.3)                     | 22.4 (72.3)                     | 17.4 (63.3)                     | 10.4 (50.7)                     | 2.4 (36.3)                      | −3.1 (26.4)                     | 9.8 (49.7)                      |
| 역대 최저 기온 °C (°F)          | −19.6 (−3.3)                    | −19.8 (−3.6)                    | −17.3 (0.9)                     | −5.3 (22.5)                     | 3.8 (38.8)                      | 10.6 (51.1)                     | 16.2 (61.2)                     | 11.1 (52.0)                     | 3.7 (38.7)                      | −2.4 (27.7)                     | −14.1 (6.6)                     | −18.7 (−1.7)                    | −19.8 (−3.6)                    |
| 평균 강수량 mm (인치)           | 3.8 (0.15)                      | 6.0 (0.24)                      | 10.3 (0.41)                     | 25.5 (1.00)                     | 37.3 (1.47)                     | 58.4 (2.30)                     | 141.4 (5.57)                    | 139.4 (5.49)                    | 59.0 (2.32)                     | 28.4 (1.12)                     | 16.8 (0.66)                     | 4.2 (0.17)                      | 530.5 (20.9)                    |
| 평균 강수일수 (≥ 0.1 mm)        | 1.9                             | 2.6                             | 2.8                             | 5.1                             | 5.8                             | 8.5                             | 11.8                            | 11.1                            | 7.0                             | 5.5                             | 3.7                             | 2.3                             | 68.1                            |
| 평균 강설일수                   | 3.2                             | 2.7                             | 1.3                             | 0.2                             | 0                               | 0                               | 0                               | 0                               | 0                               | 0                               | 1.6                             | 2.6                             | 11.6                            |
| 평균 상대 습도 (%)              | 53                              | 49                              | 45                              | 50                              | 53                              | 56                              | 70                              | 73                              | 67                              | 63                              | 61                              | 56                              | 58                              |
| 평균 월간 일조시간              | 136.1                           | 152.4                           | 194.8                           | 222.7                           | 246.7                           | 209.1                           | 169.6                           | 180.9                           | 183.5                           | 176.3                           | 151.9                           | 138.8                           | 2,162.8                         |
| 가능 일조율                     | 44                              | 50                              | 52                              | 56                              | 56                              | 47                              | 38                              | 43                              | 50                              | 51                              | 51                              | 47                              | 49                              |
| 출처: 중국기상국                |                                 |                                 |                                 |                                 |                                 |                                 |                                 |                                 |                                 |                                 |                                 |                                 |                                 |

## 역사

### 한나라 이전
신러 시에는 복희대가 남아 있는 말그대로 복희씨의 전설의 옛 땅이다. 전국시대에는 중산국(中山國)이 형성되어 핑산현에는 중산국의 도성유적이 남아있고, 중산왕 무덤에서는 진기한 문물이 출토되었다.

### 한나라~수
상산군 문서 참조.

### 당 이후
청대까지 정정현(正定縣)에 세워진 진정부(眞定府) 획록현(獲鹿縣) 소속의 작은 촌락에 불과했지만, 1902년 프랑스와 벨기에에 의해 경광선(京廣線)이 부설되었을 때 역이 설치되면서 교통 거점으로서 발전해, 점차 진정부로부터 화북의 거점도시로서의 지위를 빼앗기 시작했다. 1925년에는 석문(石門)으로 불리다가, 1937년 일본군의 점령 하에서 화북의 중요한 군사거점이 되어, 1947년 정식으로 석문시(石門市)로서 시의 제도가 시행되었다.

## 경제
중국에서도 유명한 상품의 집산지이며, 전국10대 상업시장 가운데, 남삼조 상업시장과 신화상업 시장이 있다. 또, 유명한 제약 도시이기도 해 스자좡의 제약공업은 샹하이 시를 뒤잇는 규모가 되고 있다. 예부터 방적업도 번성했지만, 지금은 점차 쇠퇴 추세에 있어, 시정부는 제약도시로서 전략적인 발전을 계획하고 있다.

## 문화
젠딩현에 《상산전고》라고 하는 전통 징 연주가 있어, 전고 연주대가 조직되어 있다. 상산은 역사상의 상산군에서 유래되었다.
스자좡 쿵후 FC라는 축구단이 있다.

## 행정구역
| 스자좡시 현급구역 | 이름     | 간자 |
| ----------------- | -------- | ---- |
|                   |          |      |
| 시할구            |          |      |
| 창안구            | 长安区   |      |
| 차오시구          | 桥西区   |      |
| 신화구            | 新华区   |      |
| 징싱쾅구          | 井陉矿区 |      |
| 위화구            | 裕华区   |      |
| 가오청구          | 藳城区   |      |
| 루취안구          | 鹿泉区   |      |
| 롼청구            | 栾城区   |      |
|                   |          |      |
| 현급시            |          |      |
| 진저우시          | 晋州市   |      |
| 신러시            | 新乐市   |      |
| 현                |          |      |
| 징싱현            | 井陉县   |      |
| 정딩현            | 正定县   |      |
| 싱탕현            | 行唐县   |      |
| 링수현            | 灵寿县   |      |
| 가오이현          | 高邑县   |      |
| 선쩌현            | 深泽县   |      |
| 잔황현            | 赞皇县   |      |
| 우지현            | 无极县   |      |
| 핑산현            | 平山县   |      |
| 위안스현          | 元氏县   |      |
| 자오현            | 赵县     |      |

## 교통

### 공항
- 스자좡 정딩 국제공항

### 철도
- 징광 선

### 지하철
- 스자좡 지하철

### 도로
- 징강아오 고속공로

## 자매 도시
- 일본 나가노시
- 캐나다 사스카툰
- 대한민국 천안시